# سایوز ام‌اس-۱۳
سایوز-ام‌اس-۱۳ (به روسی: Союз )(به معنای اتحاد) یک مأموریت سرنشین دار سازمان ملی فضانوردی روسیه به سمت ایستگاه فضایی بین‌المللی محسوب می‌شود.

همچنین فضاپیمای این مأموریت وظیفه ارسال و بازگرداندن تعدادی از فضانوردان گروه اعزامی ۶۰ و گروه اعزامی ۶۱ را نیز بر عهده داشت.

## خدمه مأموریت
| نام                             | ملیت                | تعداد پرواز | نقش عملیاتی | تصویر |
| الکساندر الکساندرویچ اسکوورتسوف | روسیه               | ۳           | فرمانده     |       |
| لوکا پارمیتانو                  | ایتالیا             | ۲           | مهندس پرواز |       |
| اندرو آر. مورگان                | ایالات متحده آمریکا | ۱           | مهندس پرواز |       |

## نگارخانه

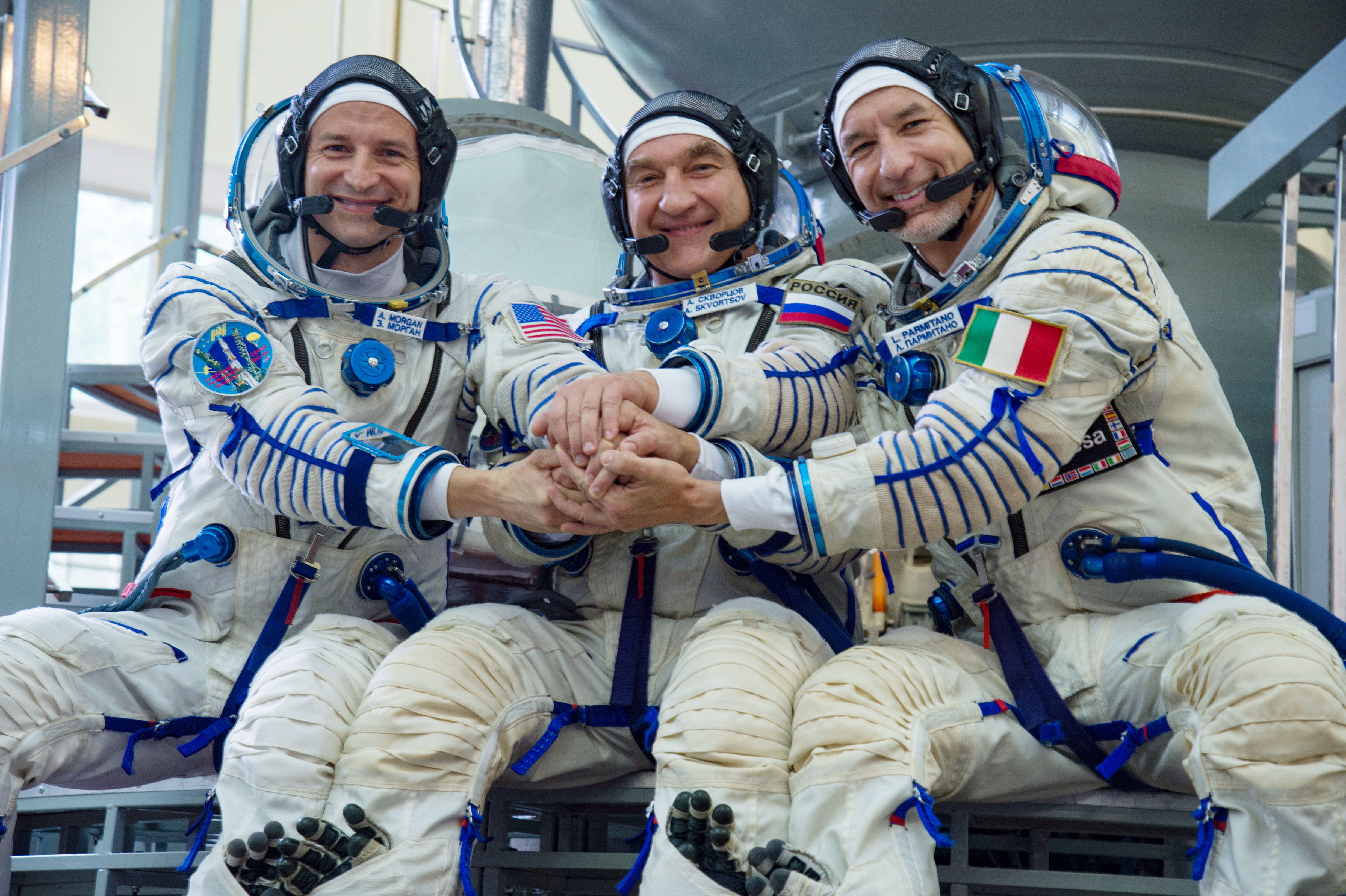
فضانوردان اصلی ام‌اس-۱۳
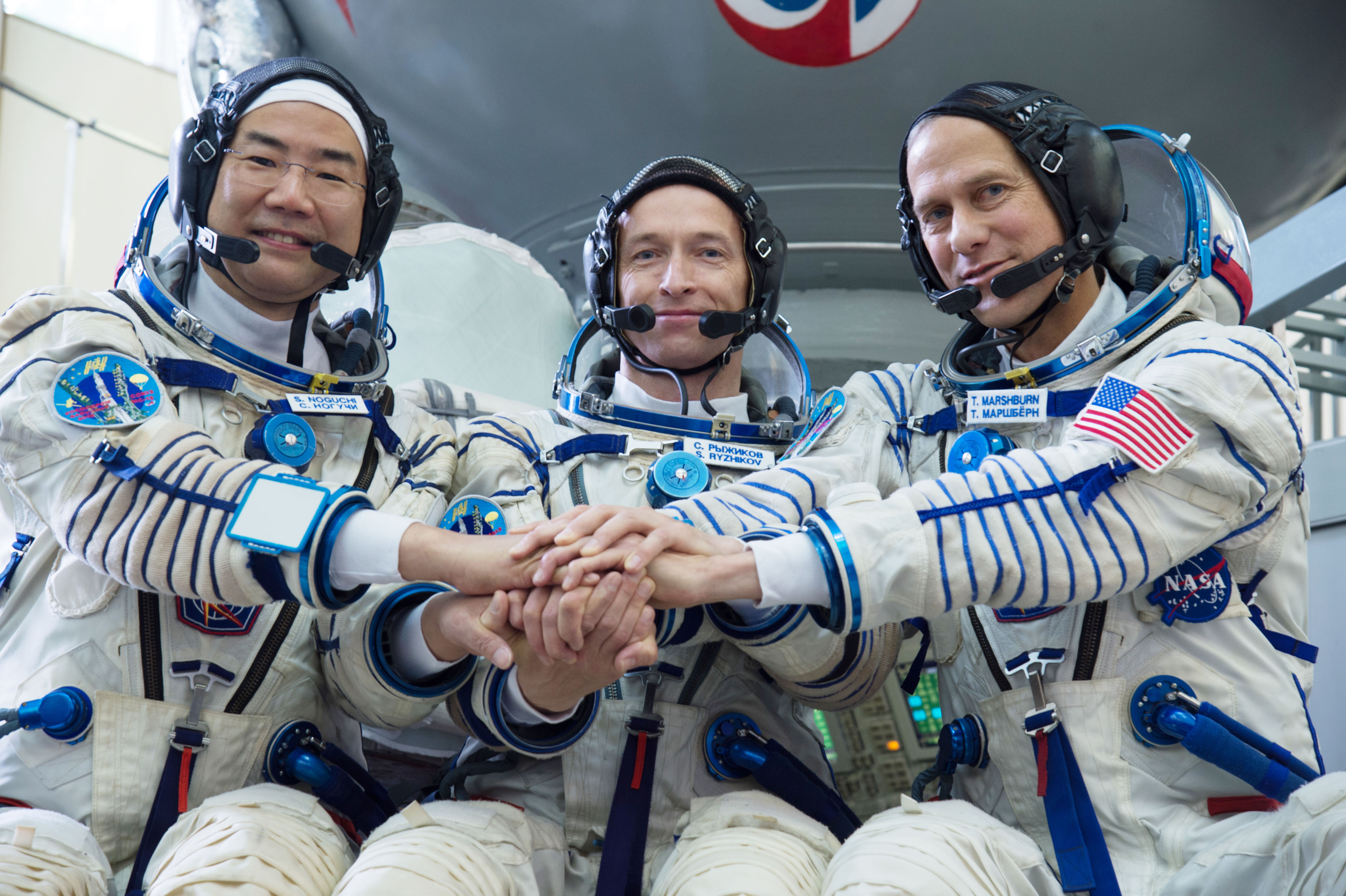
فضانوردان پشتیبان ام‌اس-۱۳
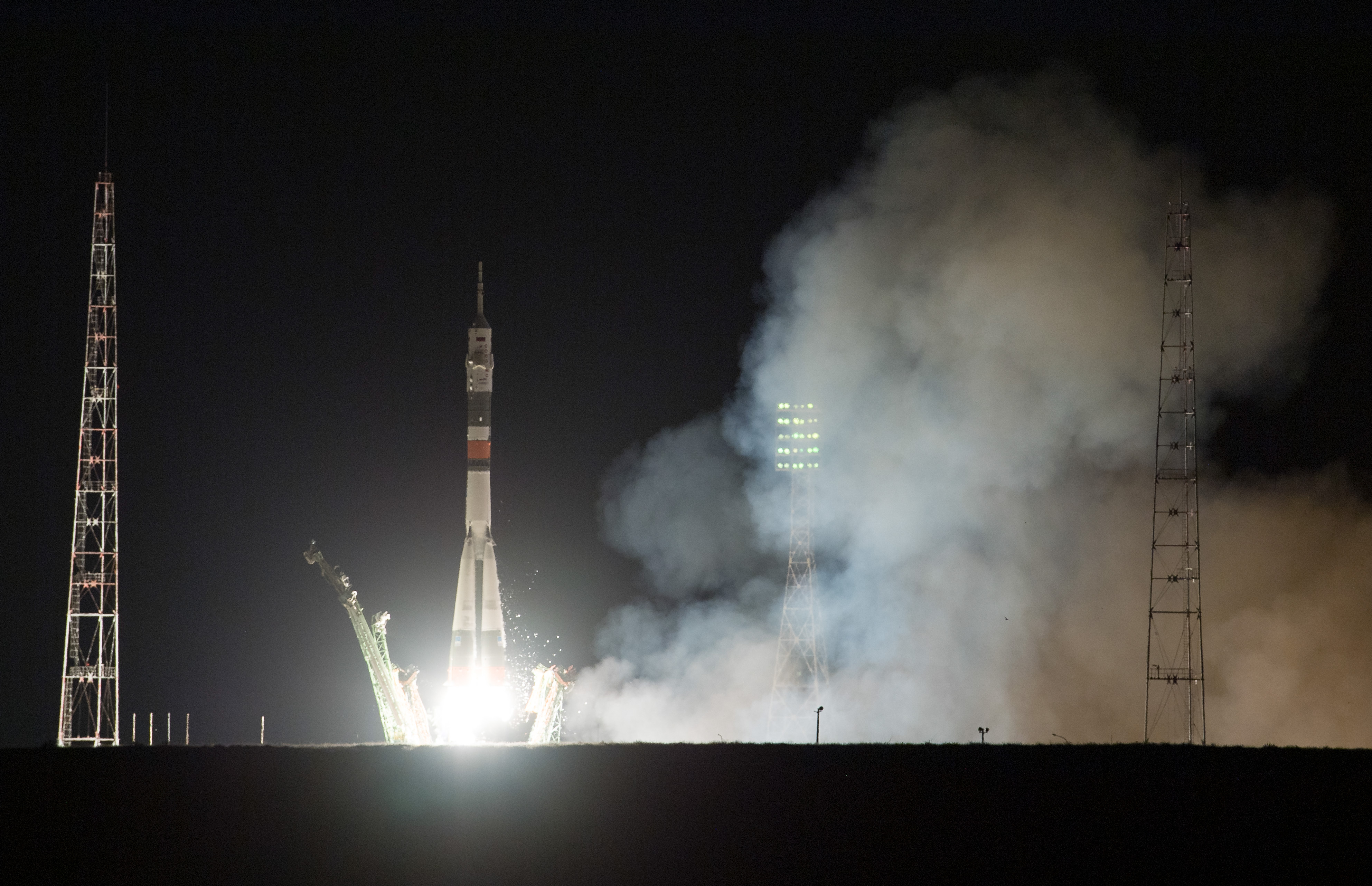
پرتاب ام‌اس-۱۳
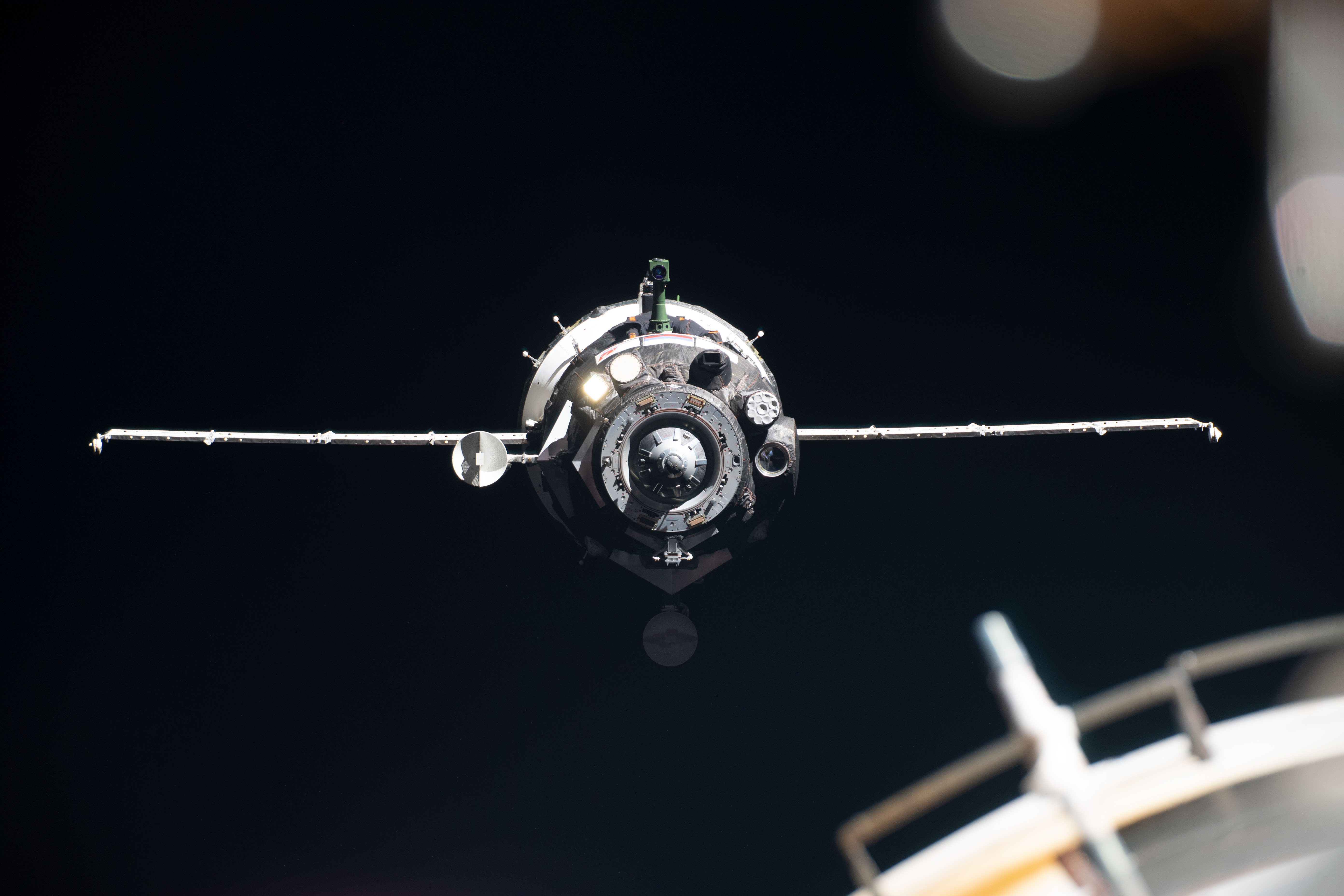
ام‌اس-۱۳ لحظاتی قبل از اتصال به ایستگاه
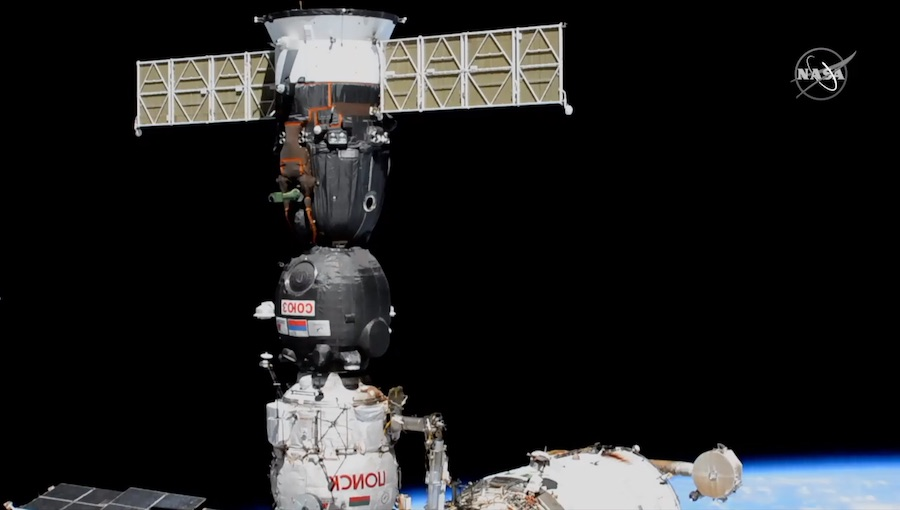
ام‌اس-۱۳ متصل به ایستگاه
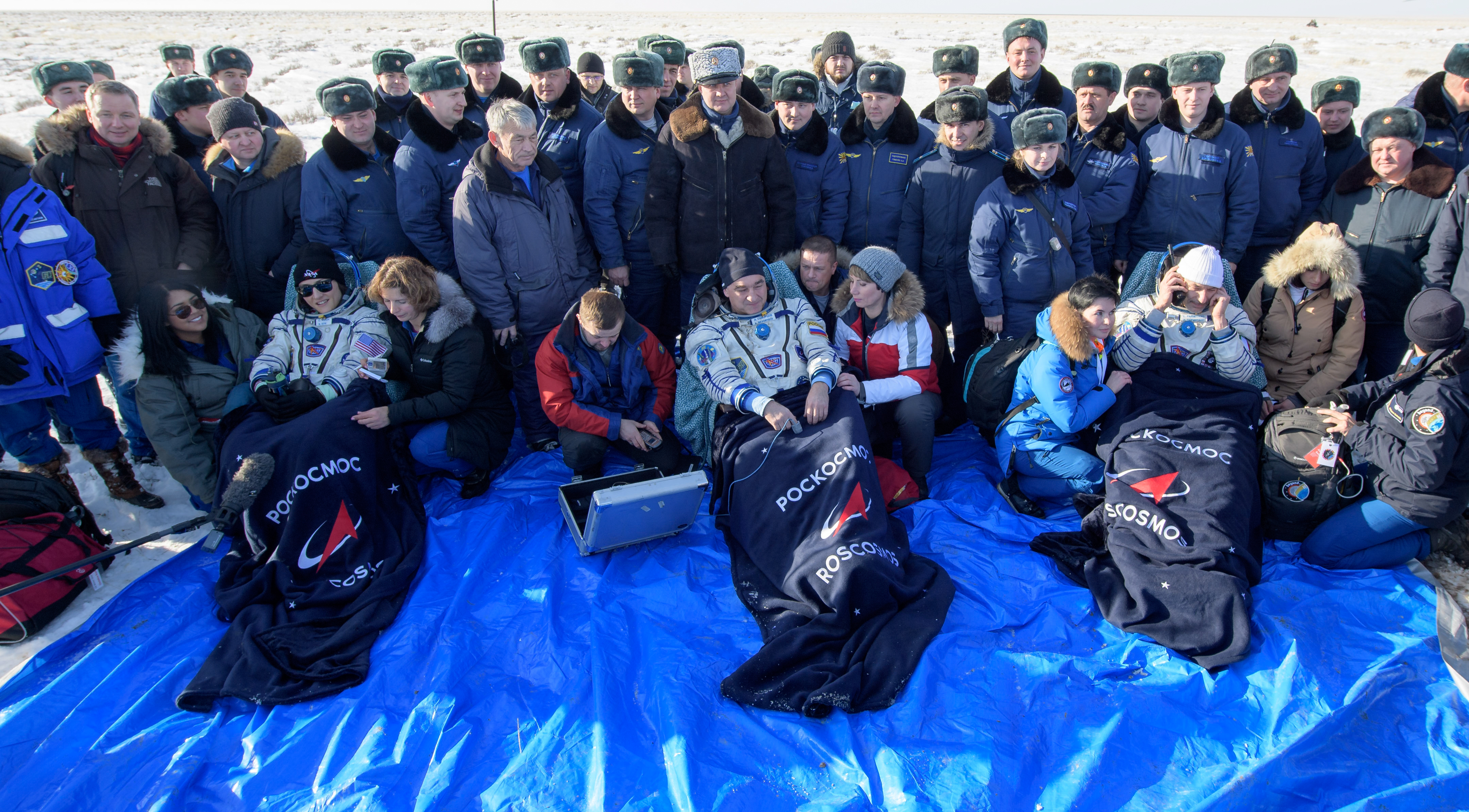
فرود ام‌اس-۱۳ و گروه اعزامی ۶۱